# 십오진법
십오진법(十五進法, pentademical)은 십오를 밑으로 하는 기수법이다. 통일된 표기법은 따로 없으나 0부터 9까지의 숫자와 A부터 E까지의 로마자를 이용하여 숫자를 표기하며, 이 때 로마자의 경우에는 대소문자를 구분하지 않는다.

## 가분성
15를 소인수분해하면 3×5가 된다. 따라서 십오진법은 3으로 나누어 떨어지는 수들을 합리적으로 표기할 수 있다는 장점이 있다. 이 점은 삼진법과의 공통점이기도 하다.

## 같이 보기
- 삼진법
- 오진법